# Hundredweight
Das Hundredweight ist eine veraltete Größe des angloamerikanischen Maßsystems und entspricht in etwa dem deutschen Zentner. Je nach Verwendungsort bezeichnet es das short hundredweight oder das long hundredweight (englisch):
Short Hundredweight – Einheitenzeichen: cwt. sh. (US)
- 1 cwt. sh. = 100 lb. = 1600 oz. = 45,359237 kg
- 1 tn. sh. = 20 cwt. sh. = 2000 lb. = 32000 oz. = 907,18 kg

Long Hundredweight – Einheitenzeichen: cwt. l. (UK)
- 1 cwt. l. = 4 qr./qrs. (quarters) = 8 st. = 112 lb. = 1792 oz. = 50,80234544 kg
- 1 tn. l. = 20 cwt. l. = 2240 lb. = 1016,04 kg

Im Vereinigten Königreich kann man noch einige Gewichtsbeschränkungsschilder mit der Angabe „30 cwt“ finden, die von Ausländern mitunter als „3,0 t“ missverstanden werden.